# Si Ťin-pching
Si Ťin-pching (čínsky pchin-jinem Xí Jìnpíng, znaky zjednodušené 习近平, tradiční 習近平, [ɕǐ tɕînpʰǐŋ]; * 15. června 1953 Peking) je čínský politik a státník, od listopadu 2012 generální tajemník Ústředního výboru Komunistické strany Číny a předseda Ústřední vojenské komise Komunistické strany Číny, a od března 2013 prezident Čínské lidové republiky a předseda Ústřední vojenské komise ČLR. Si Ťin-pching je jako nejvýznamnější čínský politický představitel od roku 2012 považován za nejvyššího vůdce Číny.
Si Ťin-pching je syn čínského komunistického revolucionáře Si Čung-süna. Poté, co se jeho otec během Kulturní revoluce stal obětí jedné z politických čistek, byl donucen uchýlit se do exilu v provincii Šen-si. Ve vesnici Liang-ťia-che žil v jeskynním domě, načež se – po několika neúspěšných pokusech – stal členem Komunistické strany a posléze působil jako místní stranický tajemník. Po studiu chemického inženýrství na univerzitě Čching-chua se Si během svého působení v čínských pobřežních provinciích dočkal vzestupu ve stranické hierarchii. V letech 1999–2002 byl guvernérem provincie Fu-ťien, a poté mezi lety 2002 a 2007 působil jako guvernér a stranický tajemník sousední provincie Če-ťiang. Po odvolání stranického tajemníka Šanghaje, Čchen Liang-jüho, v roce 2007 jej Si ve funkci krátce nahradil. Téhož roku se stal členem stálého výboru politbyra a v letech 2007–2012 zastával funkci výkonného tajemníka sekretariátu ústředního výboru KS Číny. V roce 2008 byl Si Ťin-pching předurčen nástupcem vůdce Chu Ťin-tchaa a následně jmenován viceprezidentem Čínské lidové republiky a místopředsedou Ústřední vojenské komise.
Si Ťin-pching se stal prvním generálním tajemníkem KS Číny narozeným po založení Čínské lidové republiky. Od svého převzetí moci v roce 2012 zavedl rozsáhlá opatření pro posílení stranické disciplíny a nastolení vnitrostranické jednoty. Jeho protikorupční kampaň vedla k pádu mnoha prominentních komunistických funkcionářů, včetně bývalého člena stálého výboru politbyra Čou Jung-kchanga. Si Ťin-pching prosazuje asertivnější zahraniční politiku Číny, zejména ve vztahu k čínsko-americkým vztahům, linii devíti čar v Jihočínském moři, hraničnímu sporu s Indií a politickému statusu Tchaj-wanu. Snažil se posílit vliv Číny v Africe a Eurasii skrze projekt Nové hedvábné stezky. V ekonomické oblasti se zasadil o vyšší podporu státem vlastněných podniků, pokročilou integraci civilního a vojenského sektoru, programy na zmírnění chudoby a pokusil se reformovat sektor s nemovitostmi. V roce 2015 se během historicky prvního setkání sešel s tchajwanským prezidentem Ma Jing-ťiouem, nicméně po vítězství opoziční strany (DPP) v tchajwanských prezidentských volbách roku 2016 došlo ke zhoršení bilaterálních vztahů. Na pandemii covidu-19, která v Číně vypukla v polovině jeho druhého funkčního období, reagoval politikou nulové tolerance.

## Život

### Mládí

#### Rodinný původ a rané dětství
Si Ťin-pching se narodil 15. června 1953 v Pekingu jako třetí ze čtyř dětí Si Čung-süna a jeho druhé ženy Čchi Sin. Si Ťin-pchingův otec, Si Čung-sün, byl čínský komunistický revolucionář a po založení Čínské lidové republiky roku 1949 zastával řadu významných politických postů; v době Si Ťin-pchingova narození stál v čele oddělení propagandy ÚV Komunistické strany Číny, roku 1956 se stal členem 8. ústředního výboru a v letech 1959–1962 byl vicepremiér Čínské lidové republiky a generální sekretář státní rady. Si Ťin-pchingova matka, Čchi Sin, se za Si Čung-süna provdala v dubnu 1944, během druhé čínsko-japonské války, poblíž Jen-anu. Na konci roku 1952 se přestěhovali do Pekingu, kde poté studovala na Institutu Marxismu-Leninismu.
V předškolním věku Si Ťin-pching navštěvoval mateřskou školu Pej-chaj, zařízení u pekingského parku Pej-chaj, určené pro děti nejvýznamnějších stranických a armádních funkcionářů. Roku 1960, ve svých sedmi letech, začal navštěvovat Školu 1. srpna, kde obdržel základní vzdělání. Jednalo se o exkluzivní školu pro potomky komunistických elit, zejména vyšších důstojníků Čínské lidové osvobozenecké armády. Škola se nacházela v jednom z bývalých císařských paláců a přezdívalo se ji „kolébka vůdců“. Rodina obývala prostorný s’-che-jüan, tradiční pekingský dům se dvorem, kde jim k dispozici byla i služebná, kuchař a strážný. Léta tradičně trávila ve vile v Pej-taj-che, plážovém letovisku oblíbeném mnohými stranickými kádry. Významné svátky děti trávily s rodiči v Čung-nan-chaji, čínském vládním komplexu v Pekingu, kde se mohly účastnit okázalostí či se setkávat s politickými špičkami.

#### Pád v nemilost
V roce 1962 byl Si Ťin-pchingův otec, Si Čung-sün, obviněn z protistranického jednání, načež byl zbaven funkce vicepremiéra, uvržen do domácího vězení a několik měsíců vyšetřován. Ačkoliv nakonec nebyl vyloučen ze strany, v listopadu 1965 byl donucen opustit Peking a byl poslán pracovat do továrny v Luo-jangu v provincii Che-nan. Si Ťin-pching se s otcem nesetkal následujících sedm let.
Situace celé rodiny se dále zhoršila s počátkem Kulturní revoluce roku 1966. Na Si Ťin-pchinga bylo jako syna „kontrarevolucionáře“ taktéž automaticky nahlíženo jako na provinilého a spolu s ostatními členy rodiny byl vystaven perzekuci. Škola 1. srpna byla, podobně jako mnohá vzdělávací zařízení, uzavřena a Si přestoupil do Školy č. 25. V té době byla výuka avšak značně omezena a mnozí studenti tvořili radikální Rudé gardy; vstup do jejich řad byl ale Si Ťin-pchingovi nejen zapovězen, nýbrž se naopak s celou svou rodinou stal jejich terčem. Si byl podroben zhruba dvanácti větším či menším štvavým shromážděním, na nichž byl „kritizován“ – respektive pranýřován, ponižován a veřejně odsuzován. V jednom případě byla Si Ťin-pchingova matka přinucena, aby společně s davem odsoudila svého syna jako „stoupence kapitalismu“. Si Ťin-pchingova starší nevlastní sestra, Si Che-pching, neschopna snášet podobné zacházení, spáchala sebevraždu.
Nedlouho poté byla i Si Ťin-pchingova matka, Čchi Sin, poslána do školy pro kádry v Che-nanu na „převýchovu,“ kde posléze strávila sedm let. Si Ťin-pching byl během tohoto období buď zadržován v pracovně-výchovných zařízeních pro mladistvé delikventy nebo žil jako bezdomovec. O svých zkušenostech promluvil v interview v roce 1996: „Ve skutečnosti jsem trpěl více než většina lidí. Během Kulturní revoluce jsem byl čtyřikrát vězněn. Jako „reakcionářský student“ jsem byl kritizován na více než tuctu denunciačních shromáždění … Trpěl jsem hlady a žil jsem jako žebrák.“ Příležitost uniknout další perzekuci se Si Ťin-pchingovi naskytla poté, co 22. prosince 1968 Mao Ce-tung vyzval „vzdělanou mládež“ k převýchově rolníky na venkově a zahájil kampaň „vzhůru do hor, dolů do vesnic“. Si Ťin-pching se rozhodl zamířit na sever Šen-si, rodné provincie jeho otce.
Si Ťin-pching se vyjádřil, že toto období utvrdilo jeho vnímání politiky. V rozhovoru v roce 2000 řekl: „Lidé, kteří mají málo kontaktu s mocí, kteří k ní mají daleko, tyhle věci vždy vidí jako tajemné a zajímavé. Ale já nevidím jen to povrchní: moc, květiny, potlesk. Já vidím vězeňské cely a jak lidé dokáží lavírovat jedním a pak druhým směrem. Rozumím politice na hlubší úrovni.“

#### Sedm let v Liang-ťia-che
Patnáctiletý Si Ťin-pching nejprve zamířil do Fu-pchingu, rodného okresu jeho otce, doufaje, že nalezne útočiště u svých příbuzných. Ti se mu ale neodvážili poskytnou přístřeší z obav před politickými následky. Poté se vypravil do Jen-anu, kde byl s dalšími příslušníky „vzdělané mládeže“ rozdělen do jednotlivých okresů. Si byl vyslán do komuny Wen-an-ji, kde byl následně přiřazen do Liang-ťia-che, malé vesnice v horách, zhruba sedmdesát kilometrů od Jen-anu. Ve vsi žil v jao-tungu, jeskynním domě, který sdílel s šesti dalšími. Příděly jídla byla značně omezené a mezi vesničany a nově příchozí městskou mládeží panovala vzájemná nedůvěra až nevraživost. Po třech měsících se vyčerpaný Si Ťin-pching rozhodl uprchnout podobně jako ostatní již před ním a potají se vrátil zpět do Pekingu. V Pekingu byl ale zatčen a dalších šest měsíců strávil v nápravném zařízení pro mladistvé. Nedlouho po propuštění byl opět zadržen, načež dalších pět měsíců vykonával nucené práce v pekingském obvodu Chaj-tien.
Na radu a naléhání své tety Ťi Jün, taktéž komunistické revolucionářky, se ale nakonec rozhodl vrátit se do Liang-ťia-che. Do vsi se vrátil na začátku roku 1970. Postupem času se sblížil s vesničany a naučil se zvládat náročnou venkovskou práci. Po sedmi neúspěšných pokusech se stal členem Čínské komunistické ligy mládeže, přičemž k úspěšnému přijetí mu pomohlo i spřátelení se s tajemníkem pobočky Ligy v komuně. Roku 1973 se setkal se svým otcem, který byl tou dobou již přesunut z Luo-jangu do vězení, a který jej podpořil ve snaze stát se členem strany. Poté, co Si Ťin-pching v Liang-ťia-che získal podporu od tamějších straníků, požádal o vstup do strany. Ačkoliv byl napoprvé odmítnut, podruhé (podle jiných zdrojů až na podesáté) již uspěl a 21. ledna 1974 se stal členem Komunistické strany Číny. Později byl také jmenován do čela stranické organizace v Liang-ťia-che. Vesnici nakonec opustil 8. října 1975.

#### Návrat do Pekingu
Roku 1975 se Si Ťin-pchingovi naskytla příležitost pokračovat ve svém vzdělání, když elitní Univerzita Čching-chua přidělila oblasti Jen-anu kvótu dvou míst. Si podal na univerzitu Čching-chua všechny ze svých tři možných přihlášek a zaručily se za něj okresní orgány. Vzhledem k politické citlivosti Si Ťin-pchingovy situace se ale univerzitní náboráři neodvažovali přihlášku posoudit a rozhodnutí přenechali na univerzitním vedení. Naštěstí pro Si Ťin-pchinga byli Čch’ Čchün a Sie Ťing-i, oddaní stoupenci Kulturní revoluce, kteří by za normálních okolností rozhodovali a jeho přihlášku s jistotou zamítli, zaneprázdněni. Namísto nich ji posuzoval Liou Ping, spojenec Teng Siao-pchinga, a tedy osoba s jistými sympatiemi k Si Čung-sünově rodině. Ten Si Ťin-pchingovu přihlášku schválil a Si tak byl na sklonku Kulturní revoluce přijat do vůbec prvního ročníku „studentů z řad dělníků, rolníků a vojáků“. Si Ťin-pching následně v letech 1975–1979 na Univerzitě Čching-chua studoval obor organické syntézy na katedře chemického inženýrství.

### Politický vzestup

#### Počátek na vrcholu
Když Si Ťin-pching v dubnu 1979 dokončil své vysokoškolské vzdělání, byla Čína dějištěm náhlých změn. Smrt Mao Ce-tunga v září 1976 a zatčení tzv. gangu čtyř sotva o měsíc později znamenala konec Kulturní revoluce a na třetím zasedání 11. ústředního výboru KS Číny v prosinci 1978 bylo rozhodnuto o zahájení rozsáhlých reforem, známých jako Otevření Číny světu. Si Ťin-pchingův otec, Si Čung-sün, byl rehabilitován a okamžitě pověřen vedením reformního úsilí v provincii Kuang-tung. V roce 1979 se čerstvě vystudovaný Si Ťin-pching stal – díky rodinnému původu, otcovým konexím a na doporučení své matky – osobním důvěrným tajemníkem, tzv. mi-šu, Keng Piaa, člena politbyra, vicepremiéra, generálního tajemníka Ústřední vojenské komise a v letech 1981–1982 ministra obrany. Jednalo se o strategickou, delikátní roli, v níž se Si Ťin-pching účastnil jednání a rozhodování ústředních orgánů, zacházel s důvěrnými dokumenty a Keng Piaa doprovázel při inspekcích jednotek ozbrojených sil či na zahraničních cestách. V květnu 1980 jej doprovázel do Spojených států, přičemž tato návštěva zanechala v mladém Si Ťin-pchingovi hluboký dojem. Si navštívil Pentagon a Bílý dům, kde čínská delegace shlédla nový film Star Wars V, a zúčastnil se prohlídky letadlové lodi Kitty Hawk. Po třech letech této cenné „vojenské“ zkušenosti se ale Si rozhodl vrátit se na nižší, regionální úroveň.
Si Ťin-pchingova motivace za tímto rozhodnutím byla zřejmě vícečetná. Si sám uvádí přání „sestoupit k masám a pracovat mezi běžnými lidmi“ – tento „ideologicky korektní“ důvod ale bývá rozporován některými dalšími tvrzeními. Roli měl hrát pokus vyhnout se nařčením z nepotismu, zejména poté, co se jeho rehabilitovaný otec stal členem 12. politbyra a tajemníkem 12. sekretariátu ÚV, či snaha zajistit si nového patrona v době, kdy upadal Keng Piaoův vliv. Keng Piao, účastnící se jednání s Velkou Británií o suverenitě Hongkongu, zastával názor, že po převezení města by do něj nemusela vstoupit čínská armáda. S tím zásadně nesouhlasil Teng Siao-pching, faktický vůdce Číny, načež byl Keng donucen opustit Ústřední vojenskou komisi a byl jmenován do prestižního, ale vliv postrádajícího postu ministra národní obrany. Údajné poté Si Ťin-pchinga varoval, že pokud mu Si „zůstane blízko, nebude mít žádnou budoucnost“ a příliš úzká spolupráce by mu brzy mohla být přítěží.

#### Čeng-ting
Ačkoliv měl Si v úmyslu „sestoupit na nejnižší úroveň“ a nejprve se stát stranickým tajemníkem lidové komuny, tajemník chepejského provinčního výboru KS Číny Ťin Ming se s ohledem na Si Ťin-pchingův rodinný původ se rozhodl jej rovnou jmenovat do funkce na okresní úrovni. Od března 1982 tak Si byl nejprve zástupcem tajemníka, a již o rok později tajemníkem stranického výboru okresu Čeng-ting. Čeng-ting, nacházející se 15 km severně od Š’-ťia-čuangu, hlavního města Che-peje, a pouhých 240 km od Pekingu, byl hodnocen jako „relativně prosperující“ okres. Krátce po svém příjezdu však Si zjistil, že hodnocení Čeng-tingu bylo založeno na tamější úrodně půdě s vysokými výnosy, nicméně ekonomicky byl okres zchudlý a v souladu s přetrvávajícím maoistickým dogmatem potravinové soběstačnosti byli zemědělci nuceni vynaložit veškeré úsilí na produkci obilí, přičemž tak činili i na úkor pěstování průmyslových nebo lépe obchodovatelných plodin. Čeng-ting byl navíc zatížen vysokou mírou povinných dodávek obilí státu, a obilí tak ve skutečnosti muselo být nakupováno mimo okres, zatímco obyvatelstvo přežívalo na hraně hladovění.
Navzdory okresním představitelům, kteří celou situaci tajili před nadřízenými kvůli strachu z postihu a politických následků, se Si rozhodl informovat vedení v Pekingu. V létě 1982 Státní rada vyslala vyšetřovací skupinu, a následně snížila okresní kvótu obilí o 14 tisíc tun, tedy o celou čtvrtinu. Přes odpor místních kádrů, obávajících se nařčení z „oživování kapitalismu,“ Si Ťin-pching také prosazoval zkušební projekty, v rámci nichž mohli rolníci vystoupit z komun, a sami pěstovat plodiny na pronajaté půdě výměnou za podíl z výnosu. Poté, co byly v prosinci 1982 novou ústavou ČLR komuny celostátně zrušeny, se Čeng-ting roku 1983 stal prvním okresem v Che-peji, kde byl zaveden tzv. systém zodpovědnosti domácností se smlouvami na pronájem půdy na pět let či déle. Změny vyústily v ekonomický růst, oživení obchodu, diverzifikaci pěstovaných plodin, a až dvojnásobné zemědělské výnosy.
Na Si Ťin-pchingův návrh byla v Čeng-tingu také provedena tři sčítání intelektuálů a profesionálů v různých oborech, a byl sestaven rozpis, resp. první „kniha talentů“ Čeng-tingu. V listopadu 1982 byla dále zavedena opatření pro zlepšení pracovních a životních podmínek intelektuálů. Čeng-ting se navíc snažil přilákat talenty z celé země, což byla tehdy v Číně novinka. Si využil svých konexí v Pekingu a na jeho pozvání do Čeng-tingu dorazili mnozí slavní vědci a experti, jako matematik Chua Luo-keng, ekonom Jü Kuang-jüan, či pedagog Pchan Čeng-kao, kteří poté působili jako okresní poradci. Si také podpořil obnovu městského budhistického chrámu Lin-ťi, rodiště tzv. linťijské školy, větvě Čchan-buddhismu. Stalo se tak mimo jiné v době, kdy jeho otec, Si Čung-sün, stál vedl stranickou práci v oblasti náboženství.
V roce 1985 stranické ústředí doporučilo, aby byl Si, jakožto mladý nadějný kádr, povýšen do stálého výboru chepejského provinčního výboru Komunistické strany Číny. Proti tomu usilovně protestoval Kao Jang, tehdejší první tajemník chepejského stranického výboru, a to zejména kvůli Si Ťin-pchingově nízkému věku – pouhých 32 let – a nedostatku zkušeností. Ústředí v Pekingu nakonec obešlo chepejský stranický výbor, a přeložilo Si Ťin-pchinga na nový post do Fu-ťienu. Kao Jang měl vůči mladému Si výhrady již na začátku jeho působení v Čeng-tingu, neboť jej vnímal jako „rudé princátko“ a „kádra ústřední vlády“ vymykajícího se provinční hierarchii. Kao Jang se také střetl se s jeho otcem, Si Čung-sünem, poté, co jej Si starší telefonicky kontaktoval a požádal ho o protekci pro svého syna, načež Kao obsah telefonátu zveřejnil na provinčních stranických schůzích s cílem Si Ťin-pchinga ztrapnit.

#### Sedmnáct let ve Fu-ťienu
V červnu 1985 se Si Ťin-pching stál výkonným místostarostou Sia-menu a členem stálého výboru siamenského městského výboru KS Číny, poté byl roku 1988 jmenován tajemníkem stranického výboru prefektury Ning-te. Následně v letech 1990–1995 zastával post stranického tajemníka Fu-čou, hlavního města provincie Fu-ťien. Poté byl jmenován zástupcem tajemníka fuťienského provinčního výboru KS Číny, roku 1999 se stal úřadujícím guvernérem a poté v lednu 2000 byl řádně zvolen guvernérem provincie Fu-ťien. Ve funkci setrval do roku 2002.

#### Če-ťiang a Šanghaj
Později se stal guvernérem Če-ťiangu a tajemníkem čeťiangského provinčního výboru, a posléze tajemníkem městského výboru v Šanghaji.

#### Na nejvyšší úrovni
Na XVII. sjezdu Komunistické strany Číny v říjnu 2007 byl Si Ťin-pching ve svých čtyřiapadesáti letech zvolen členem stálého výboru politbyra, nejužšího stranického vedení. V tehdy devítičlenném stálém výboru byl v pořadí šestý a byl tak identifikován jako pravděpodobný nástupce tehdejšího vůdce Chu Ťin-tchaa. Zároveň se stal výkonným tajemníkem Sekretariátu ústředního výboru KS Číny, orgánu zajišťujícího rutinní chod strany. Následně byl 15. března 2008 Všečínským shromážděním lidových zástupců, čínským parlamentem, zvolen viceprezidentem.
18. října 2010 byl zvolen místopředsedou Ústřední vojenské komise, což dále posílilo očekávání, že eventuálně nahradí tehdejšího generálního tajemníka a prezidenta Chu Ťin-tchaa.

## Vůdce Číny

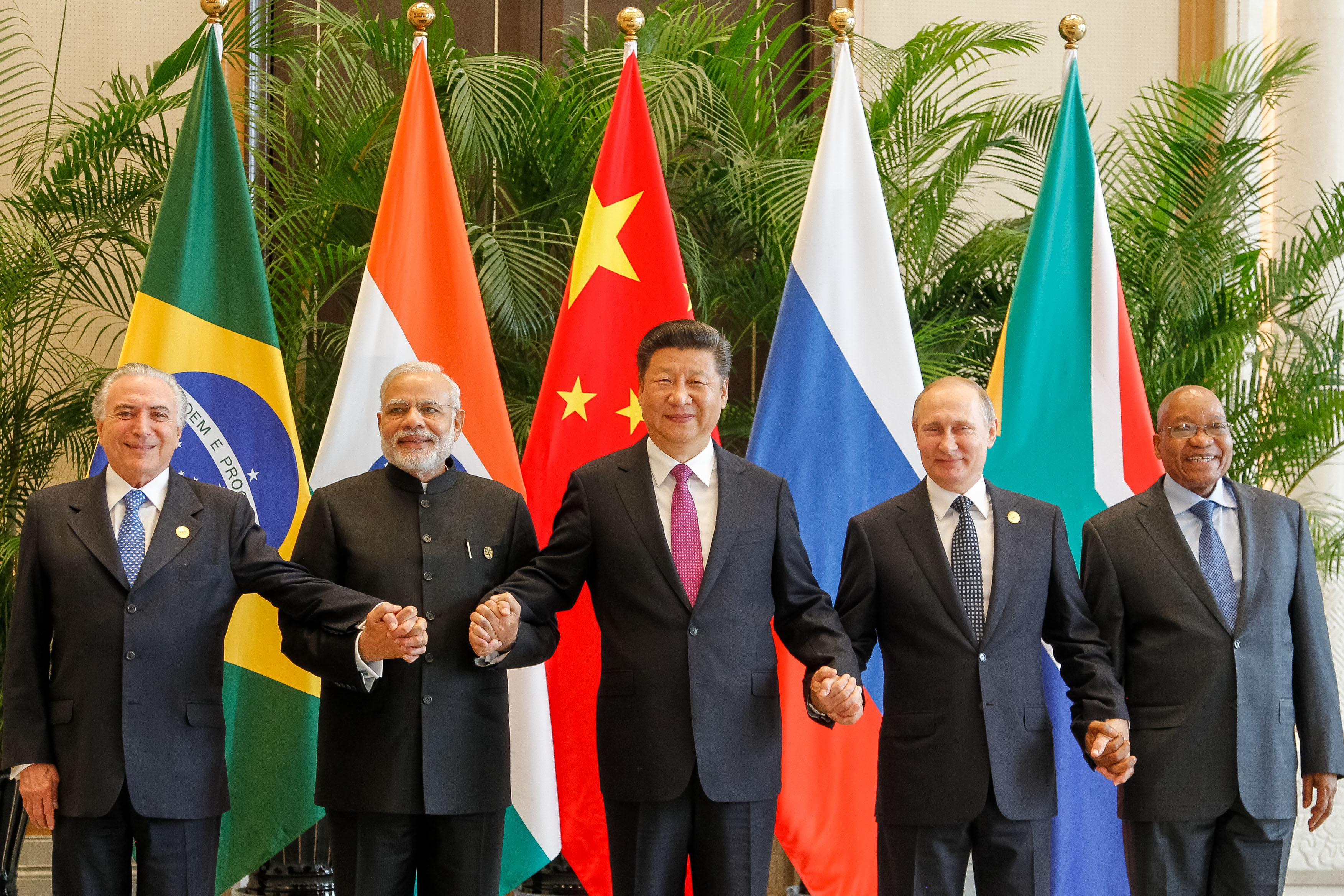
Představitelé států BRICSu na 8. vrcholné schůzce v roce 2016

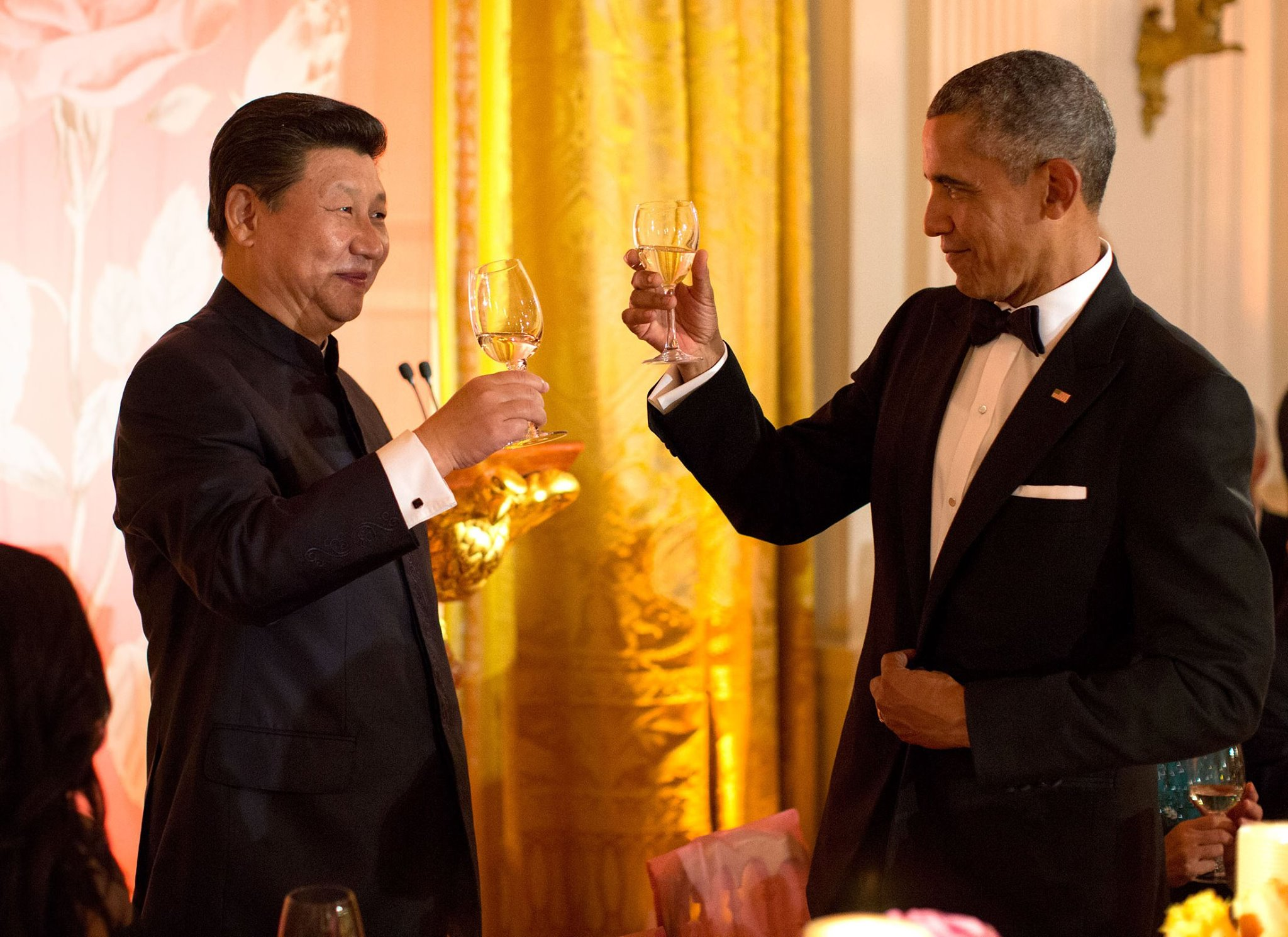
Spolu s prezidentem Barackem Obamou v Bílém domě v září 2015

15. listopadu 2012 byl na XVIII. sjezdu Komunistické strany Číny zvolen generálním tajemníkem ústředního výboru a ve funkci tak vystřídal Chu Ťin-tchaa. Zároveň byl zvolen předsedou Ústřední vojenské komise Komunistické strany Číny, vrcholného orgánu v čele Čínské lidové osvobozenecké armády. Následně byl 14. března 2013 byl Všečínským shromážděním lidových zástupců zvolen prezidentem Čínské lidové republiky.

### 2012
V únoru 2012 Si Ťin-pching obvinil ze začátku korejské války (1950–1953) Spojené státy, které podle něho „ignorovaly vícenásobná varování čínské vlády… a spustily letecké nálety, aby bombardovaly naše města a vesnice na Severovýchodě a přenesly válku do teritoria nově založené Čínské lidové republiky“. Podle historických faktů se jedná o nesprávné označení, které přepisuje dějiny do zkreslených událostí.
Si Ťin-pchinga přivítali 14. února 2012 na čtyřdenní návštěvě Spojených států při příjezdu do Bílého domu protestující demonstranti ze skupin pronásledovaných v Číně – Tibeťané, praktikující Fa-lun-kungu, Tchajwanci a lidsko-právní aktivisté. Jedná se o první živý protest směřovaný vůči osobě viceprezidenta Si Ťin-pchinga při příležitosti jeho první návštěvy Washingtonu.[zdroj?]
15. února 2012 připustil Si Ťin-pching na čtyřdenní návštěvě Spojených států, že má jeho země v dodržování lidských práv jisté rezervy, na druhou stranu uvedl, že komunistická strana udělala v této oblasti pokroky. Na téma lidských práv vedl obdobný rozhovor s americkým viceprezidentem Joem Bidenem a ministryní zahraničí Hillary Clintonovou. Jeho výroky jsou ve světle předcházejících událostí některými skupinami označovány za propagandu neshodující se s fakty. Zejména se jedná o Tibeťany a praktikující Fa-lun-kungu.

### Tibet
Při setkání se Si Ťin-pchingem během návštěvy Číny v listopadu 2014 americký prezident Barack Obama prohlásil, že Spojené státy uznávají Tibet jako nedílnou součást Číny a nepodporují nezávislost Tibetu.

### Návštěva Česka
Na přelomu března a dubna 2016 Si Ťin-pching oficiálně navštívil Českou republiku. Si Ťin-Pching vedl několik rozhovorů s prezidentem Milošem Zemanem a premiérem Bohuslavem Sobotkou. Jeho návštěvu provázela také značná vlna odporu, několik čínských uvítacích vlajek bylo polito barvou či strženo. Hlavní argument odpůrců byl, že se v Číně stále nedodržují základní lidská práva, jsou zde političtí vězni atd.

### Vztahy s Ruskem

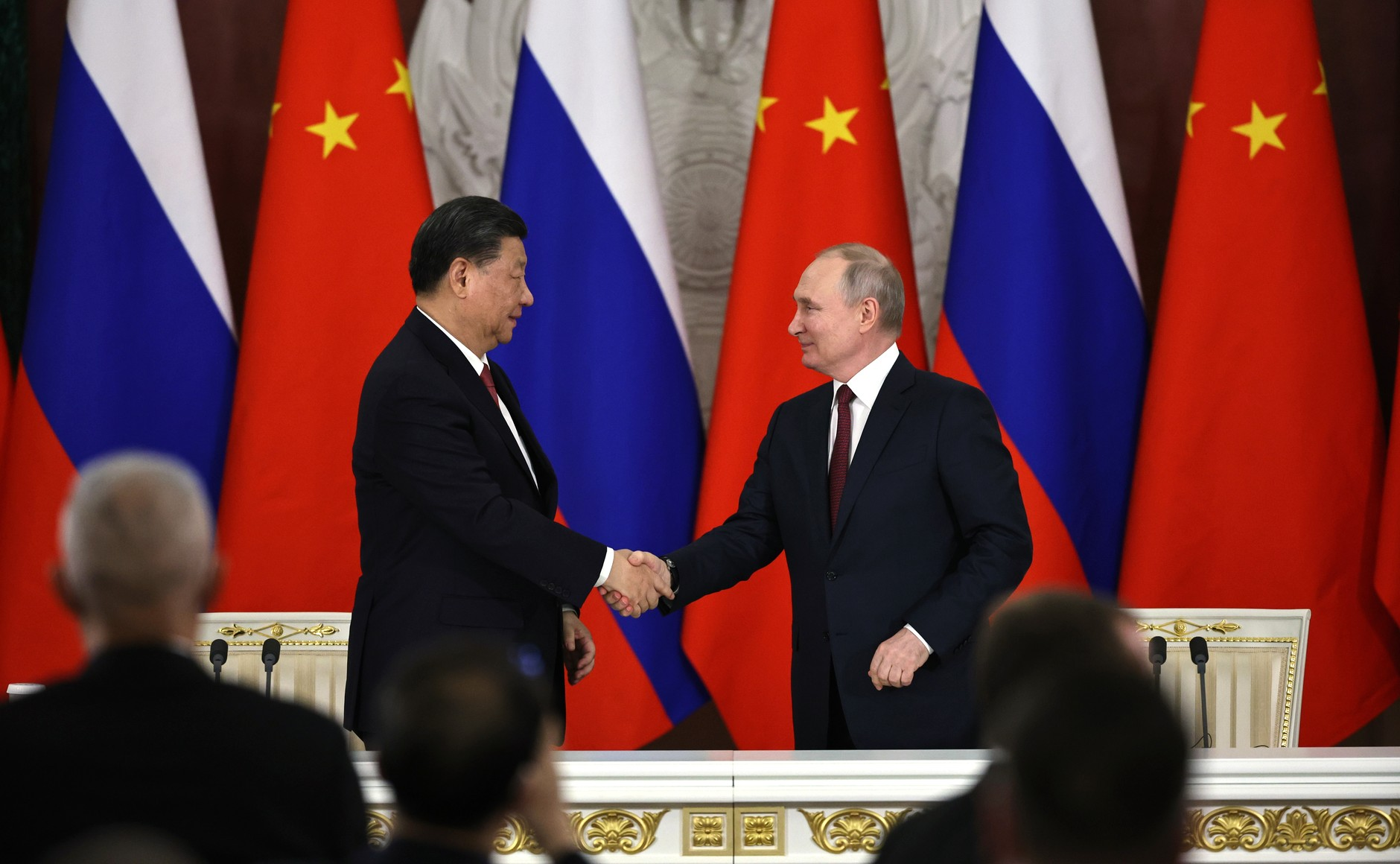
Si Ťin-pching a ruský prezident Vladimir Putin v Moskvě 21. března 2023

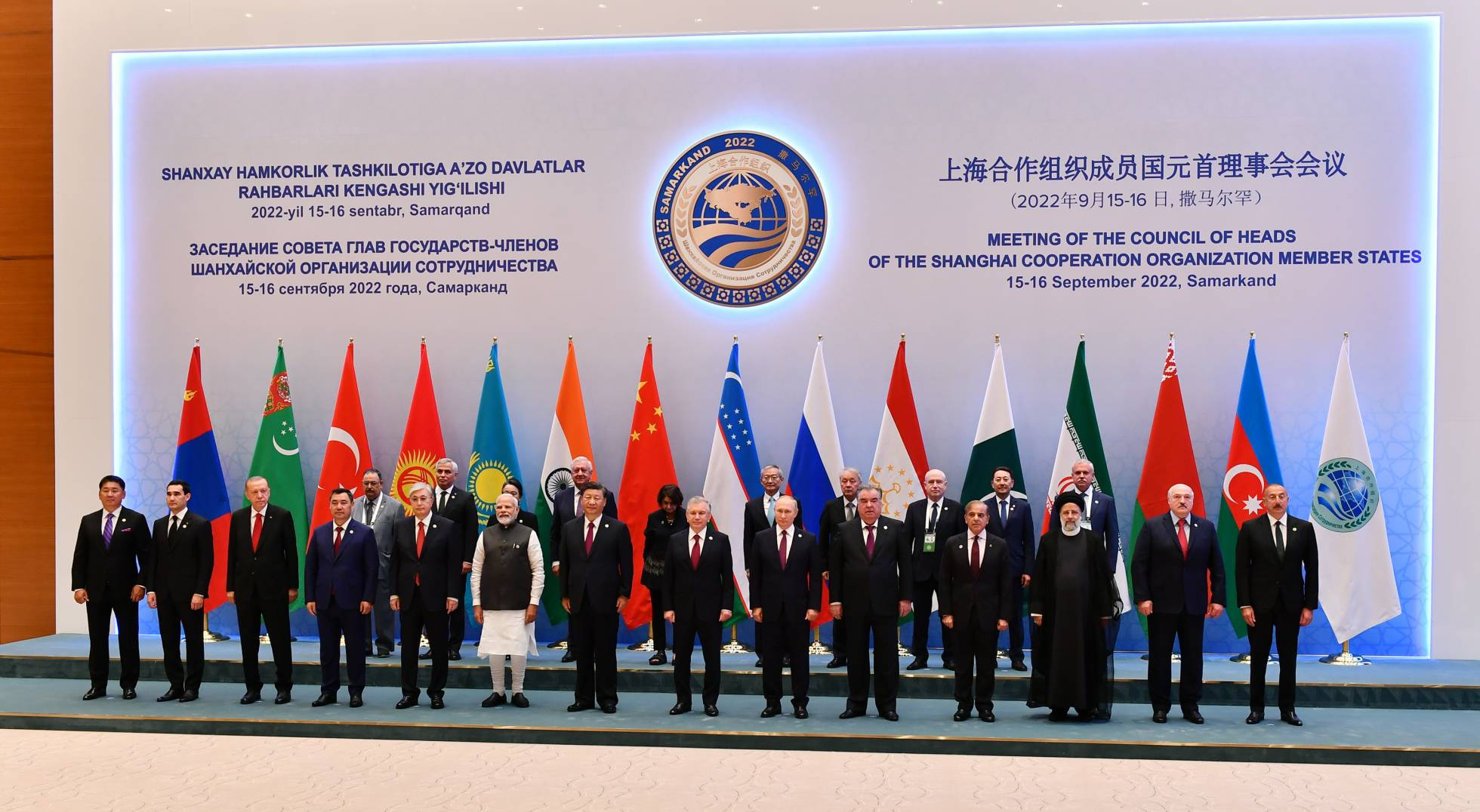
Si Ťin-pching na zasedání hlav států Šanghajské organizace pro spolupráci (SCO) dne 16. září 2022

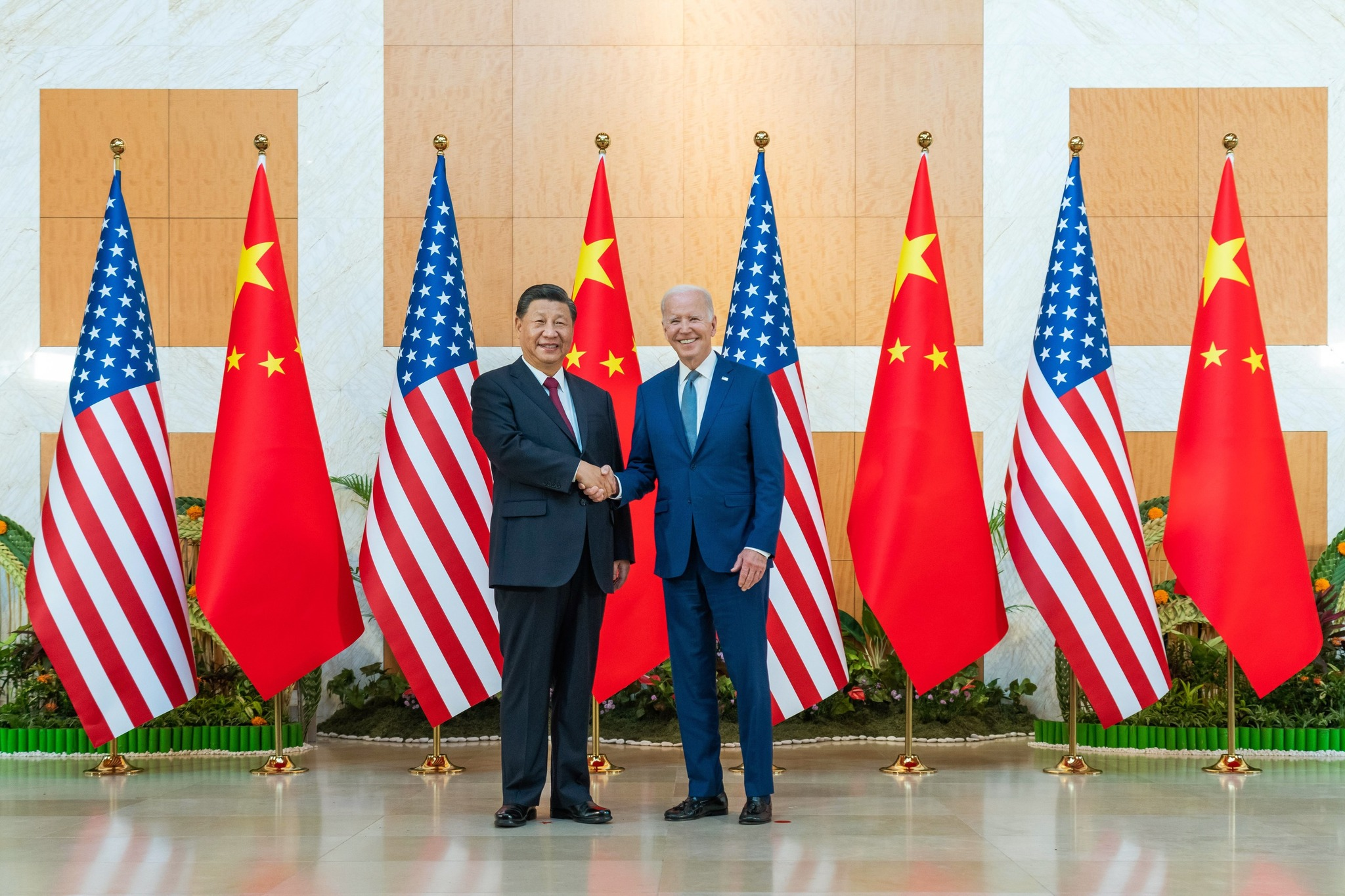
Si Ťin-pching a americký prezident Joe Biden během summitu G20 na Bali dne 14. listopadu 2022

Čína a Rusko jsou strategičtí partneři a podle amerických zpravodajských služeb Peking počátkem roku 2023 souhlasil, že bude tajně vyzbrojovat Rusko. Navzdory zatykači na ruského prezidenta Vladimira Putina, který vydal dne 17. března 2023 Mezinárodní trestní soud v Haagu pro podezření z válečných zločinů na Ukrajině, navštívil Si Ťin-pching ve dnech 20.–22. března 2023 Moskvu a setkal se s Putinem, který ocenil „vyvážený“ postoj Číny k válce na Ukrajině.

### Panamské dokumenty
Přestože Si Ťin-pching po svém nástupu k moci spustil protikorupční kampaň, v jejímž rámci bylo potrestáno více než 300 000 stranických funkcionářů, tak jeho vlastní švagr byl v dubnu 2016 identifikován v uniklých Panamských dokumentech, které obsahují detailní informace o offshorových firmách v daňových rájích a jejich vlastnické struktuře. Čínská vláda následně v čínských médiích i na internetu zablokovala a cenzurovala veškerá odhalení Panamských dokumentů, která se týkají rodiny Si Ťin-pchinga a rodin několika dalších vysoce postavených členů čínské komunistické strany.

### Pandemie covidu-19
První případ nemoci covid-19 byl identifikován v čínském Wu-chanu v prosinci 2019. Od té doby se virus rozšířil po celém světě, což způsobilo globální pandemii. Čína povolila vyslat na místo experty WHO zhruba rok po vzniku pandemie a stanovila podmínky, které nezávislé pátrání po původu koronaviru znemožnily. Z uniklých dokumentů pobočky Střediska pro prevenci a kontrolu nemocí v provincii Chu-pej je patrné, že Čína od počátku zkreslovala počty nakažených covidem a snažila se utajit údaje o původu a šíření nemoci.
Si Ťin-pching zavedl v Číně politiku „nulové promořenosti“, kterou po protestech v mnoha čínských městech odvolal až po třech letech na konci roku 2022.

### Represe Ujgurů
Okolo roku 2017 začala čínská vláda v Ujgurské autonomní oblasti Sin-ťiang ve velkém budovat převýchovné tábory, ve kterých internovala až tři miliony příslušníků turkické menšiny Ujgurů. Represivní politiku Číny proti Ujgurům označily některé státy a nevládní organizace za genocidu.

### Změna čínské ústavy
V roce 2018 čínský parlament schválil změnu ústavy, která vypustila omezení funkce prezidenta a viceprezidenta na dvě funkční období, čímž Si Ťin-pching získal možnost zůstat ve funkci i po vypršení druhého funkčního období v roce 2023. 10. března 2023 byl skutečně na 14. Všečínském shromáždění lidových zástupců jednomyslně znovuzvolen do úřadu prezidenta na 3. funkční období.

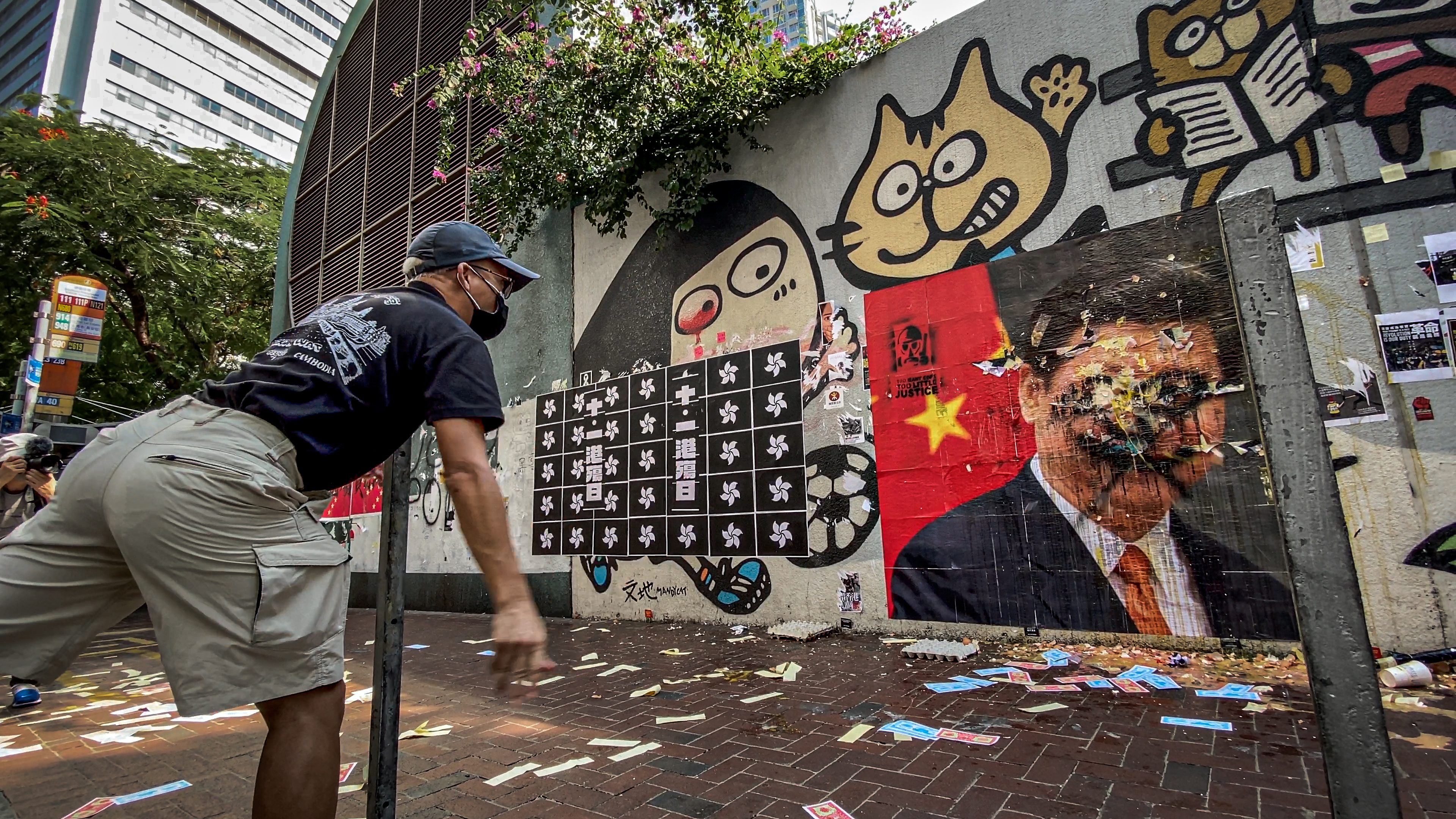
Házení vajec na portrét Si Ťin-pchinga během protestů v Hongkongu v roce 2019

### Cenzura
Poté, co někteří lidé začali Si Ťin-pchinga nazývat Medvídkem Pú, zakázal Peking v roce 2018 na území Číny promítat nový snímek Kryštůfek Robin. Si Ťin-pching je jako prezident kritizován opozicí a západními zeměmi za návrat ke kultu osobnosti okolo hlavy státu a za zvýšení represí vůči obráncům demokracie a lidských práv.

### Systém sociálního kreditu
Čína plánuje od roku 2020 spustit systém sociálního kreditu, který podle Si Ťin-pchinga umožní „důvěryhodným lidem cestovat kamkoliv na světě. Na druhou stranu ti, kteří nejsou hodni důvěry, nebudou moci učinit jediný krok.“

## Rodina
Jeho dcera k roku 2010 studovala na Harvardově univerzitě. Žena z druhého manželství, Pcheng Li-jüan, byla kdysi známou zpěvačkou. Nyní působí jako ředitelka tanečního a pěveckého vojenského souboru. Její hodnost je generálmajor.

## Vyznamenání
- zlatý Olympijský řád – Mezinárodní olympijský výbor, 19. listopadu 2013[79]
- velkostuha Řádu Leopoldova – Belgie, 30. března 2014[80]
- velkokříž Řádu osvoboditele – Venezuela, 20. července 2014[81]
- Řád José Martího – Kuba, 22. července 2014[82]
- Řád Pákistánu – Pákistán, 21. dubna 2015[83]
- Řád krále Abd al-Azíze – Saúdská Arábie, 19. ledna 2016[84]
- Řád Srbské republiky I. třídy – Srbsko, 18. června 2016[85]
- Velký řetěz Palestinského státu – 18. července 2017[86]
- rytíř Řádu svatého Ondřeje – Rusko, 3. července 2017[87]
- Řád Zajda – SAE, 20. července 2018[88]
- velkokříž s řetězem Řádu osvoboditele generála San Martína – Argentina, 2. prosince 2018[89]
- Manasův řád – Kyrgyzstán, 13. června 2019[90]
- Řád koruny – Tádžikistán, 15. června 2019[91]
- Řád zlatého orla – Kazachstán, 2022[92][93]
- klíče od města Muscatine (26. dubna 1985 a 14. února 2012),[94][95] Montego Bay (13. února 2009),[96] San José (3. června 2013),[97] Ciduad de México (5. června 2013),[98] Buenos Aires (19. července 2014),[99] Prahy (29. března 2016)[100][101] a Madridu (28. listopadu 2018)[102]